# Oxid měditý
Oxid měditý je první připravenou sloučeninou trojmocné mědi. Je to granátově červený prášek, který se podařilo získat působením peroxodisíranu draselného na čerstvě sražený hydroxid měďnatý. Oxid měditý má kyselý charakter a tvoří s hydroxidy červené hydroxoměditany s obecným vzorcem MI[Cu(OH)4], které se vodou i na vzduchu rozkládají. Roku 1949 se podařila připravit fluorosůl trojmocné mědi K3[CuF6]. Roku 1951 se podařilo připravit také měditany: KCuO2 a Ba(CuO2)2. Poté se podařilo připravit ještě několik dalších sloučenin, ale žádná z nich nemá praktický význam, protože se na vzduchu rozkládají.